# Hueynali
Hueynali är en ort i Mexiko.   Den ligger i kommunen Huejutla de Reyes och delstaten Hidalgo, i den sydöstra delen av landet, 200 km norr om huvudstaden Mexico City. Hueynali ligger 239 meter över havet och antalet invånare är 512.
Terrängen runt Hueynali är kuperad åt sydväst, men åt nordost är den platt. Runt Hueynali är det ganska tätbefolkat, med 248 invånare per kvadratkilometer. Närmaste större samhälle är Huejutla de Reyes, 3,9 km öster om Hueynali. I omgivningarna runt Hueynali växer i huvudsak städsegrön lövskog.